# Phostria hampsonialis
Phostria hampsonialis is een vlinder uit de familie grasmotten (Crambidae). De wetenschappelijke naam van deze soort is voor het eerst geldig gepubliceerd in 1920 door Schaus.
De soort komt voor in tropisch Afrika.